# Збройні сили Колумбії
Збройні сили Колумбії (ісп. Fuerzas Militares de Colombia) — сукупність військ Республіки Колумбія призначена для захисту свободи, незалежності і територіальної цілісності держави. Складаються з сухопутних військ, військово-морських сил, повітряних сил та поліції, яка в Колумбії не є цівільною структурою і організаційно підпорядкована Міністру оборони.